# Catch Thirtythree
| Críticas profissionais | Críticas profissionais |
| Avaliações da crítica  | Avaliações da crítica  |
| Fonte                  | Avaliação              |
| ---------------------- | ---------------------- |
| Allmusic               | [ 1 ]                  |
| Alternative Press      | [ 2 ]                  |
| Blabbermouth.net       | 8.5/10                 |
| Blender                | [ 4 ]                  |
| PopMatters             | [ 5 ]                  |
| Pitchfork              | 7.2/10                 |

Catch Thirtythree é o quinto álbum de estúdio da banda sueca de metal extremo Meshuggah. O álbum lançado no dia 16 de maio de 2005 no continente europeu e no dia 31 de maio de 2005 na América do Norte, através da Nuclear Blast . Catch Thirtythree entrou na parada da Billboard 200 no número 170. O álbum é uma única música, uma suíte contínua, com 13 movimentos. O álbum usou exclusivamente baterias programadas, mais especificamente o sintetizador de software EZDrummer da Toontrack com a expansão "Drumkit from Hell", ao invés de de realizar o uso de uma bateria acústica tradicional.

## Lista de músicas
| N.º            | Título                    | Duração |  |
| 1.             | "Autonomy Lost"           | 1:41    |  |
| 2.             | "Imprint of the Un-Saved" | 1:36    |  |
| 3.             | "Disenchantment"          | 1:44    |  |
| 4.             | "The Paradoxical Spiral"  | 3:13    |  |
| 5.             | "Re-Inanimate"            | 1:04    |  |
| 6.             | "Entrapment"              | 2:29    |  |
| 7.             | "Mind's Mirrors"          | 4:30    |  |
| 8.             | "In Death - Is Life"      | 2:02    |  |
| 9.             | "In Death - Is Death"     | 13:22   |  |
| 10.            | "Shed"                    | 3:35    |  |
| 11.            | "Personae Non Gratae"     | 1:47    |  |
| 12.            | "Dehumanization"          | 2:57    |  |
| 13.            | "Sum"                     | 7:17    |  |
| Duração total: | Duração total:            | 47:18   |  |

## Envolvidos
- Jens Kidman – vocal principal, guitarra, baixo, programação de bateria, mixagem
- Fredrik Thordendal – guitarra, baixo, programação de bateria, mixagem
- Mårten Hagström – letras, guitarra, baixo, programação de bateria, mixagem
- Tomas Haake – letras, vocais, programação de bateria, mixagem, arte e conceito de arte
- Björn Engelmann – masterização (Cutting Room Studios)